# Heavy Montréal

Logo von Heavy Montréal

Heavy Montréal (Eigenschreibweise Heavy MONTRÉAL, vor 2014 Heavy MTL) ist ein dreitägiges Open-Air-Festival für Metal und Hardrock in der kanadischen Stadt Montreal. Es findet jedes Jahr am ersten August-Wochenende im Parc Jean-Drapeau auf der Île Sainte-Hélène statt, einer Insel im Sankt-Lorenz-Strom östlich des Stadtzentrums.

## Geschichte
Die erste Austragung war im Jahr 2008 und zählte 36.000 Besucher. 2009 sagten die Organisatoren das Festival ab, weil in diesem Jahr zahlreiche Metal-Bands auf ihren Tourneen in Montreal Halt machten und somit ein Überangebot herrschte. Seit 2010 findet das Festival wieder jährlich statt und lockt mittlerweile über 70.000 Besucher an. 2014 änderte man den Namen von Heavy MTL in Heavy Montréal, gleichzeitig wurde das Festival von zwei auf drei Tage verlängert. 2017 fand das Festival nicht statt.

## Line-ups
(Headliner in Fettschrift)

### 2008
Iron Maiden, Mötley Crüe, 3 Inches of Blood, Dethklok, Hammerfall, Lauren Harris, Hatebreed, Mastodon, Overkill, Symphony X, Type O Negative, Unexpect

### 2010
Alice Cooper, Megadeth, Rob Zombie, Slayer, 3 Inches of Blood, 36 Crazyfists, Airbourne, Alexisonfire, Anvil, Atreyu, Avenged Sevenfold, Baptized in Blood, Beneath the Massacre, Chimaira, Deadly Apples, Despised Icon, Diamond Head, Fear Factory, Five Finger Death Punch, Hail the Villain, Hatebreed, High on Fire, In This Moment, Kataklysm, Korn, Lamb of God, Les Ékorchés, Mastodon, Melissa Auf der Maur, Norma Jean, Rob Halford, Shadows Fall, Skeletonwitch, Testament, Winds of Plague

### 2011
Billy Talent, Disturbed, Godsmack, Kiss, Motörhead, All Shall Perish, Annihilator, Anonymus, Anthrax, As I Lay Dying, Blackguard, Children of Bodom, Cryptopsy, Dead and Divine, Death Angel, DevilDriver, Diamond Head, Dissension, Endast, Girlschool, Gorguts, GrimSkunk, In Flames, Kingdom of Sorrow, Lazarus A.D., Les Guenilles, Machine Head, Mass Murder Messiah, Morbid Angel, Necronomicon, Opeth, Red Fang, Slaves on Dope, Straight Line Stitch, Suicide Silence, The Catalyst, Times of Grace, Trivium, Unearth

### 2012
Deftones, Five Finger Death Punch, In Flames, Marilyn Manson, Slipknot, System of a Down, Battlecross, B.A.R.F., Between the Buried and Me, Blind Witness, Bookakee, Cancer Bats, Cannibal Corpse, Dance Laury Dance, Dark Century, Diemonds, Emmure, Exhumed, Fleshgod Apocalypse, Gojira, Goatwhore, Hollow, Iwrestledabearonce, Job for a Cowboy, Kataklysm, Killswitch Engage, Origin, Overkill, Periphery, Protest the Hero, Rose Funeral, Suicidal Tendencies, The Agonist, The Dillinger Escape Plan, The Faceless, The Sword, Trivium, Veil of Maya, Voivod

### 2013
A Day to Remember, Avenged Sevenfold, Danzig, Godsmack, Megadeth, Rob Zombie, All Shall Perish, Amon Amarth, At the Gates, Augury, August Burns Red, Baroness, Blackguard, Black Label Society, Children of Bodom, Cryptopsy, Death Lullaby, Device, Finntroll, Gwar, Halestorm, Havok, Hellyeah, Huntress, Indian Handcrafts, Obey the Brave, Of Temples, Machine Head, Mastodon, Motionless in White, Newsted, Oceano, Pallbearer, Phil Anselmo, Sick of It All, Slaves on Dope, Steel Panther, Structures, The Acacia Strain, Unexpect, Wintersun, Within the Ruins

### 2014
Anthrax, Lamb of God, Metallica, Slayer, The Offspring, Twisted Sister, Alestorm, Apocalyptica, Babymetal, Bad Religion, Bat Sabbath, Beheading of a King, Beyond Creation, Biblical, Body Count, Cynic, Death Angel, Dropkick Murphys, Eagle Tears, Epica, Exodus, Fucked Up, Gideon, GrimSkunk, Hatebreed, Kublai Khan, La Corriveau, Madball, Mass Hysteria, Monster Truck, Municipal Waste, Nashville Pussy, Nekrogoblikon, Nepentes, Overkill, Pennywise, Protest the Hero, Stick to Your Guns, Sworn In, Symphony X, The Motorleague, The Vandals, Three Days Grace, Truckfighters, Unearth, Unlocking the Truth, Voivod, We Came as Romans, Whores., Whitechapel

### 2015
Alexisonfire, Bullet for My Valentine, Faith No More, Iggy Pop, Korn, Lamb of God, Meshuggah, NOFX, Slipknot, Within Temptation, Abbath, Anonymus, Arch Enemy, Asking Alexandria, Augury, B.A.R.F., Battlecross, Beyond Creation, Billy Talent, Brothers of the Sonic Cloth, Cattle Decapitation, Coal Chamber, Dead Tired, Deafheaven, Devin Townsend, Dig It Up, Dokken, Dying Fetus, Exes for Eyes, Extreme, Fozzy, Glassjaw, Gojira, Gorguts, Insomnium, Ion Dissonance, Ihsahn, Jamey Jasta, Lagwagon, Lita Ford, Lofofora, Marky Ramone, Masked Intruder, Mass Murder Messiah, Moneen, Motionless in White, Neurosis, Nothing More, Nuclear Assault, Omnium Gatherum, Pig Destroyer, Revocation, Rocket from the Crypt, Sanctuary, Sandveiss, Slaves on Dope, Small Brown Bike, Swingin’ Utters, Testament, The Acacia Strain, The Agonist, The Brains, The Flatliners, toyGuitar, Upon a Burning Body, Veil of Maya, Venom, Warrant, Wilson

### 2016
Five Finger Death Punch, Disturbed, Nightwish, Volbeat, Mastodon, Breaking Benjamin, Killswitch Engage, Black Label Society, Zakk Wylde, Alter Bridge, Blind Guardian, Sabaton, Sebastian Bach, Carcass, Hatebreed, Candlemass, Kataklysm, Despised Icon, Napalm Death, Fear Factory, Cult of Luna, Animals as Leaders, Suffocation, The Dillinger Escape Plan, Suicide Silence, Saint Asonia, Memphis May Fire, Attila, Beartooth, Skeletonwitch, We Came as Romans, Escape the Fate, Vastum, Pop Evil, I Prevail, Mantar, USA Out of Vietnam

### 2017
Das Festival fand 2017 nicht statt.

### 2018
Lee Aaron, The Agonist, The Agony Scene, Alestorm, Allegaeon, Asking Alexandria, Avenged Sevenfold, Bad Omens, Baroness, Between the Buried and Me, The Black Dahlia Murder, Blind Witness, Born of Osiris, Demon Hunter, Emmure, Emperor, Entheos, Erra, Eyehategod, Get the Shot, Gloryhammer, Gojira, Havok, Helix, Hollywood Undead, I Prevail, Intervals, Jinjer, Jungle Rot, Khemmis, Marilyn Manson, Napalm Death, Necrotic Mutation, Nonhuman Era, Pallbearer, Pertubator, Power Trip, Red Fang, Sleep, Soreption, The Sword, Tech N9ne, Trivium, Ultra Vomit, Underoath, Veil of Maya, Voivod, Warbringer, Witchcraft, Rob Zombie

### 2019
3Teeth, All That Remains, Anthrax, Atreyu, Beast in Black, Beartooth, Cancer Bats, Clutch, Corrosion of Conformity, Counterparts, Demolition Hammer, Despised Icon, Dirty Honey, Dopethrone, Dying Fetus, Evanescence, Fever 333, Fu Manchu, Galactic Empire, Gamma Ray, Ghost, Godsmack, The Great Sabatini, Harm´s Way, Hatebreed, In This Moment, Kataklysm, Killswitch Engage, Knocked Loose, Metalachi, Metal Church, Mountain Dust, Municipal Waste, Quiet Riot, Skálmöld, Skillet, Slash feat. Myles Kennedy and the Conspirators, Slayer, Steel Panther, Stick to Your Guns, Terror, Devin Townsend, Watain